# Кінтришський заповідник
Кінтришський заповідник був утворений в історичній зоні  Грузії  Аджарії. Дана кавказька місцевість вельми самобутня, що стосується не тільки її природи, але й населення, й соціального укладу життя. Для Кінтришського заповідника в межах Аджарії було виділено місце серед гірських масивів  Месхетського хребта.

## Історія
Месхетський хребет входить до складу  Малого Кавказу. Як заповідна зона Кінтришський заповідник був утворений на північно-західних і західних схилах хребта. Перший рік функціонування даної природоохоронної зони — 1959 рік — був дуже ефективним: адміністрації щойно створеного заповідника доводилося налагоджувати інфраструктуру, причому починалося все з нуля. Сьогодні при загальній площі Кінтрішского заповідника, рівній 7166 га, приблизно 6500 га знаходиться під лісовими масивами.
У межах заповідної зони Кінтришського заповідника досить значний перепад висот, мінімальна точка розташована на рівні 450–500 м н.р.м., у той час як найвища — на рівні 2000 м. Найбзначнішим географічним об'єктом в заповіднику вважається ущелина річки Кінтриші, в ньому крім самої річки протікають і інші гірські річки та струмки. Деякі водні потоки утворюють під час свого ходу бурхливі водоспади. Інший тип водойма — озера — можна знайти в  субальпійському поясі заповідника.

## Флора
У загальній складності  флору заповідної зони складають близько 1200 видів рослин, найпримітнішими природними утвореннями в заповіднику є реліктові ліси  третинного періоду, що складаються переважно з буків і каштанів. Крім того на території Кінтришського заповідника зростають наступні ендемічні види: лавр благородний, тис ягідний, рододендрон Унгрена, береза Медведєва, дуб понтійський.

## Фауна
Фауна заповідника наповнена досить звичайними для Кавказької території тваринами. Хоча кожний місцевий звір, безумовно, унікальний сам по собі. В заповіднику мешкають кавказькі бурі ведмеді, сарни й козулі. Що стосується більш дрібних ссавців, то це здебільшого зайці, куниці, ласки тощо. З птахів дуже цікавий улар, він же гірська індичка. З 5 видів гірських індичок в заповіднику Кінтришський мешкає кавказька гірська індичка. Цей птах живе в горах, до чого найбільш пристосований. Поведінка та зовнішній вигляд кавказького улара нагадують домашню курку, однак улар перевершує її габаритами.

## Ресурси Інтернету
- Заповедник Кинтриши
- Кинтриши в Аджарии[недоступне посилання з липня 2019]